# Tratado de Viena (1731)

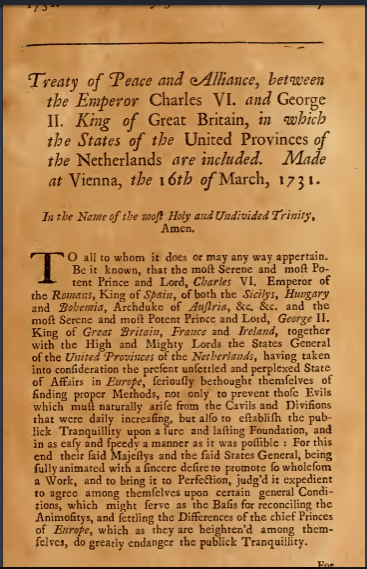
Tratado de paz y alianza entre Gran Bretaña y la República Holandesa, firmado en Viena en 1731.

El Tratado de Viena (1731), también llamado segundo tratado de Viena, para diferenciarlo del Tratado de Viena (1725), fue un tratado firmado por Austria, Holanda, Gran Bretaña y España en el que Austria reconocía las propuestas del Tratado de Sevilla (1729) y los derechos del infante Carlos (futuro Carlos III de España) sobre el Ducado de Parma y el Ducado de Plasencia en Italia, aprobando por lo tanto la entrada en los mismos de seis mil soldados españoles.